# تینو کادویر
تینو کادویر (انگلیسی: Tino Kadewere؛ زادهٔ ۵ ژانویهٔ ۱۹۹۶) بازیکن فوتبال اهل زیمبابوه است.
از باشگاه‌هایی که در آن بازی کرده‌است می‌توان به باشگاه فوتبال دیورگاردن اشاره کرد.
وی همچنین در تیم ملی زیمبابوه بازی کرده‌است.